# Renografie
Renografie is een techniek om de doorbloeding van de nier en de afvloed van urine naar de blaas te bepalen. De techniek is vooral ook geschikt om verschillen tussen de beide nieren vast te stellen.
De patiënt krijgt een kleine dosis radioactief materiaal (een drietal verschillende middelen is in gebruik) in de bloedbaan gespoten, dat door de nier uit het lichaam wordt verwijderd. Met een stralingsdetector (een gammacamera, die ook de plaats van de straling vrij exact kan meten) wordt de concentratie van het materiaal in en bij de nier en het verloop daarvan in de tijd gemeten. De stralingsbelasting van de patiënt van dit onderzoek is minimaal.
Bij slechte nierdoorbloeding komt de nier langzamer op dan de andere kant; bij een belemmerde afvloed blijft de gemerkte urine langer in het verzamelsysteem aanwezig. Het is bij dit onderzoek van belang dat de patiënt goed gehydreerd is, dus van tevoren voldoende heeft gedronken omdat anders fout-positieve uitslagen kunnen voorkomen. Soms wordt bij het onderzoek ook nagegaan wat het effect van bepaalde medicijnen (diuretica, ACE-remmers) op de nierwerking is.